# Badmáňambúgín Bat-Erdene
Badmáňambúgín Bat-Erdene nebo Bat-Erdene Badmáňambú (* 7. června 1964) je mongolský politik a bývalý zápasník.

## Politická kariéra
Je členem Mongolské lidové strany. Od roku 2004 je pravidelně volen do mongolského parlamentu (Velký lidový chural). Jeho oblast zájmu je ministerstvo obrany. V roce 2013 byl kandidátem prezidetských voleb, které prohrál v těsném hlasování s Elbegdordžem.

## Sportovní kariéra
Pochází z ajmagu Chentí z chalchské kočovné rodiny. Od dětství se věnoval tradičnímu mongolskému zápasu böch. Patří k nejúspěšnějším mongolským zápasníkům v její historii. Vysoce prestižní turnaj Nádam v Ulánbátaru vyhrál 12x v letech 1988 až 1999.
Na mezinárodní scéně reprezentoval Mongolsko ve všech známých zápasnických stylech. Svých největších úspěchů dosáhl v zápasu sambo, ve kterém je trojnásobným mistrem světa z let 1985, 1986 a 1989 v těžké váze. V judu startoval na třech olympijských hrách v roce 1988, 1992 a 2000 bez výrazného úspěchu. Sportovní kariéru ukončil v roce 2000. Do svého zvolení do mongolského parlamentu v roce 2004 se aktivně věnoval trenérské činnosti.

### Výsledky v judu

#### Váhové kategorie
| Turnaj            | 1988       | 1989       | 1990       | 1991       | 1992       | 1993       | 1994       | 1995       | 1996       | 1997       | 1998       | 1999       | 2000       |
| Turnaj            | 24         | 25         | 26         | 27         | 28         | 29         | 30         | 31         | 32         | 33         | 34         | 35         | 36         |
| Turnaj            | těžká váha | těžká váha | těžká váha | těžká váha | těžká váha | těžká váha | těžká váha | těžká váha | těžká váha | těžká váha | těžká váha | těžká váha | těžká váha |
| ----------------- | ---------- | ---------- | ---------- | ---------- | ---------- | ---------- | ---------- | ---------- | ---------- | ---------- | ---------- | ---------- | ---------- |
| Olympijské hry    | úč.        |            |            |            | úč.        |            |            |            | —          |            |            |            | úč.        |
| Mistrovství světa |            | úč.        |            | —          |            | úč.        |            | úč.        |            | —          |            | úč.        |            |
| Asijské hry       |            |            | 2.         |            |            |            | 3.         |            |            |            | —          |            |            |
| Mistrovství Asie  | —          |            |            | —          |            | 3.         |            | ?          | ?          | —          |            | —          | 5.         |

#### Bez rozdílu vah
| Turnaj            | 1988 | 1989 | 1990 | 1991 | 1992 | 1993 | 1994 | 1995 | 1996 | 1997 | 1998 | 1999 | 2000 |
| Turnaj            | 24   | 25   | 26   | 27   | 28   | 29   | 30   | 31   | 32   | 33   | 34   | 35   | 36   |
| ----------------- | ---- | ---- | ---- | ---- | ---- | ---- | ---- | ---- | ---- | ---- | ---- | ---- | ---- |
| Mistrovství světa |      | —    |      | —    |      | 7.   |      | úč.  |      | úč.  |      | úč.  |      |
| Asijské hry       |      |      | 3.   |      |      |      | 3.   |      |      |      |      |      |      |
| Mistrovství Asie  | —    |      |      | 2.   |      | 3.   |      | 2.   | ?    | ?    |      | ?    | ?    |

### Výsledky v zápasu sambo
| Turnaj            | 1985 | 1986 | 1987 | 1988 | 1989 | 1990 | 1991 | 1992 | 1993 | 1994 | 1995 | 1996 | 1997 | 1998 | 1999 | 2000 | 2001 | 2002 |
| Turnaj            | 21   | 22   | 23   | 24   | 25   | 26   | 27   | 28   | 29   | 30   | 31   | 32   | 33   | 34   | 35   | 36   | 37   | 38   |
| Turnaj            | -100 | -100 | -100 | +100 | +100 | +100 | +100 | +100 | +100 | +100 | +100 | +100 | +100 | +100 | +100 | +100 | +100 | +100 |
| ----------------- | ---- | ---- | ---- | ---- | ---- | ---- | ---- | ---- | ---- | ---- | ---- | ---- | ---- | ---- | ---- | ---- | ---- | ---- |
| Mistrovství světa | 1.   | 1.   | 2.   | —    | 1.   | —    | —    | —    | —    | —    | —    | —    | —    | 2.   | 3.   | —    | —    | úč.  |